# Coolum Beach
Coolum Beach är en ort i Australien. Den ligger i kommunen Sunshine Coast och delstaten Queensland, omkring 100 kilometer norr om delstatshuvudstaden Brisbane. Orten är uppbyggd kring stranden Coolum Beach.
Närmaste större samhälle är Buderim, omkring 18 kilometer söder om Coolum Beach. Genomsnittlig årsnederbörd är 1 778 millimeter. Den regnigaste månaden är januari, med i genomsnitt 345 mm nederbörd, och den torraste är september, med 40 mm nederbörd.